# Thinophilus argyropalpis
Thinophilus argyropalpis är en tvåvingeart som beskrevs av Becker 1910. Thinophilus argyropalpis ingår i släktet Thinophilus och familjen styltflugor. Inga underarter finns listade i Catalogue of Life.